# Nocne graffiti
Nocne graffiti – polski dramat sensacyjno-psychologiczny z 1996 roku w reżyserii debiutanta Macieja Dutkiewicza. Powstawał pod roboczym tytułem Dublet. Zdjęcia kręcono w Warszawie.

## Treść
Instruktor wojsk powietrznodesantowych Marek Kossot (Marek Kondrat) dowiaduje się, że jego siostrzenica Monika zażywa narkotyki. Odwiedza Koksa, dealera i jej chłopaka, którego chce zastraszyć i skłonić do opuszczenia miasta. Zaniepokojony akcją Kossota szef gangu Nowak nasyła na niego swych zbirów, by zniechęcić go do dalszego działania. Poważnie kontuzjowany Kossot istotnie z nich rezygnuje do czasu, gdy znajduje Monikę nieprzytomną z przedawkowania. Zdecydowany rozprawić się z kryminalistami, ze swych dawnych kolegów i podopiecznych organizuje dobraną grupę, podejmując prywatną wojnę z narkotykową mafią. Nie ma jeszcze rozeznania, że wkracza w świat, w którym ciemne interesy gangsterskie niejednokrotnie krzyżują się z polityką i z działalnością samych stróżów prawa.

## Obsada
- Marek Kondrat – Marek Kossot, były komandos
- Kasia Kowalska – Monika, bratanica Kossota
- Jan Frycz – Max, przyjaciel Kossota
- Robert Janowski – „Koks”, dealer narkotyków
- Katarzyna Skrzynecka – dziennikarka Agnieszka Walewska
- Tomasz Dedek – „Mały”, człowiek z tajnych służb
- Adam Ferency – „Literat”, człowiek z tajnych służb
- Zdzisław Wardejn – nadinspektor Kudlicki
- Jan Peszek – Rafał Nowak, producent narkotyków
- Stanisława Celińska – Amelia, sąsiadka Kossota
- Danuta Stenka – Joanna, matka Moniki
- Zbigniew Buczkowski – sierżant Heniutek
- Marcin Troński – „Aleks”, człowiek Nowaka
- Cezary Żak – dowódca straży
- Marek Bukowski – „Laleczka”
- Krzysztof Kowalewski – szef „Laleczki”
- Witold Wieliński – Zdzisiek „Zyzo”
- Maria Peszek – żona „Zyza”
- Zofia Merle – matka „Zyza”
- Piotr Szwedes – kierowca Kudlickiego, człowiek Nowaka
- Paweł Szczesny – „Bronio”, człowiek Nowaka
- Radosław Pazura – Kosterwa, podwładny Kudlickiego
- Grzegorz Pawłowski – mężczyzna na drodze
- Dorota Chotecka – kobieta na drodze
- Maciej Kubica – policjant
- Krzysztof Fus – goryl
- Bartosz Żukowski – żołnierz
- Katarzyna Gajdarska – recepcjonistka
- Jerzy Celiński – goryl
- Ewa Kwaśny – redaktorka

## Piosenki
- Kasia Kowalska – „Straciłam swój rozsądek”
- Kasia Stankiewicz – „Ruchome piaski”
- Kasia Stankiewicz – „Nieme ściany”
- Maciej Balcar – „Małe zaćmienie”